# Cleòpatra (metgessa)
Cleòpatra (en llatí Cleopatra, en grec antic Κλεοπάτρα) era una dona grega que va ser l'autora del primer llibre sobre cosmètica (Κοσμητικόν o Κοσμητικά), que devia viure una mica abans o al mateix segle i, ja que la seva obra va ser resumida per Critó. Aquesta obra és citada diverses vegades per Galè, Aetius i Paulus Aegineta.
Encara que hi ha sospites de què Cleòpatra era un nom fictici per tractar del tema que tracta, hi ha indicis de que era un personatge real, tot i que no es conserven detalls sobre la seva vida. Una obra sobre les malalties de la dona i de la que se n'ha conservat un epítom, s'atribueix a aquesta Cleòpatra, i també a Cleòpatra, la reina egípcia.